# Kamila Sammler
Kamila Sammler-Kotys (ur. 29 września 1958 w Poznaniu) – polska aktorka teatralna i filmowa, artystka fotografik.

## Życiorys
Jest absolwentką Wydziału Aktorskiego Państwowej Wyższej Szkoły Teatralnej im. Ludwika Solskiego w Krakowie (1981). Była aktorką Teatru im. Wojciecha Bogusławskiego w Kaliszu (1981–1982), Teatru im. Stefana Jaracza w Łodzi (1982–1986), Teatru Polskiego we Wrocławiu (1986–1990), od 1990 roku ponownie jest aktorką Teatru im. Stefana Jaracza w Łodzi.
W 2007 roku wystąpiła w roli pierwszoplanowej w etiudzie szkolnej Teczka J.Kossakowskiego, który opowiadał o powszechnym w ostatnich latach procesie lustracji prowadzonym przez IPN. Film ten otrzymał nagrodę dla Najlepszego Filmu Polskiego na Sopot Film Festival, m.in. za przejmujące kreacje aktorskie Edwarda Żentary, Andrzeja Szczytko i Kamili Sammler.
Wdowa po aktorze Ryszardzie Kotysie, z którym mieszkała w Lusowie, ma z nim syna Eryka.

## Filmografia
- 2007: Kryminalni (odc. 68) – Teresa Pesta, matka Darka
- 2005: Egzamin z życia (odc. 9 i 24) – nauczycielka Kacpra
- 2003–2005: Sprawa na dziś – dyrektorka MOPS
- 2003: Na dobre i na złe (odc. 154) – matka Darka i Bogdana
- 2001: Requiem, reż. Witold Leszczyński – Sonia Wójcik, matka Cecylki
- 2000: Człowiek wózków, reż. Mariusz Malec – kobieta samotna
- 1999: Klan (odc. 287) – mama Uli
- 1997: Królowa złodziei, reż. Michel Favalt – Helene
- 1990: Urodziny Kaja, reż. Lone Schefig – Halina
- 1986: Prywatne śledztwo, reż. Wojciech Wójcik
- 1985: Ognisty anioł, reż. Maciej Wojtyszko
- 1984: 1944 (Bohun i Kmicic), reż. Andrzej Konic

Źródło.

## Teatr TV
- 1995: Gdzie jest Hosi
- 1987: Straszna chwila – Barbara
- 1983: Droga do Czarnolasu – Hanna
- 1981: Kowal, pieniądze i gwiazdy – Zosia

Źródło.

## Role teatralne
- Opera za trzy grosze Bertolta Brechta, reż. Bogdan Hussakowski – Lucy Brown
- Dziady Adama Mickiewicza, reż. Maciej Prus – dziewica Ewa
- Pępowina Krystyny Kofty, reż. Marcel Kochańczyk – Róża
- Madame de Sade Yukio Mishimy, reż. Marcel Kochańczyk – hrabina
- Listy miłosne Alberta R. Gurneya, reż. Tadeusz Junak – Melisa Gardner
- Woyzeck Georga Büchnera, reż. Waldemar Zawodziński – Maria
- Zimowa opowieść Williama Szekspira, reż. Bogdan Hussakowski – Hermiona
- Mieszczanin szlachcicem Moliera, reż. Tadeusz Obara – Dorymena
- Zabawa w koty Istvána Örkény, reż. Waldemar Zawodziński – Paula
- 101 dalmatyńczyków Dodie Smith, reż. Jerzy Bielunas – Cruella de Mon
- Okruchy czułości Neila Simona, reż. Bogdan Hussakowski – Toby
- Samotna droga Arthura Schnitzlera, reż. Bogdan Hussakowski – Gabriela Wegrat
- Śmierć komiwojażera Arthura Millera, reż. Jacek Orłowski – kobieta
- Blask życia Rebekki Gilman, reż. Mariusz Grzegorzek – matka
- Edmond Davida Mameta, reż. Zbigniew Brzoza – dziewczyna z peep show
- Makbet Williama Szespira, reż. Mariusz Grzegorzek – Hekate